# Cyryl VIII Geha
Cyryl VIII Ghea (ur. 26 listopada 1840 w Aleppo, zm. 11 stycznia 1916 w Aleksandrii) – melchicki katolicki 167. patriarcha Antiochii, Jerozolimy, Aleksandrii i całego Wschodu
Urodził się 26 listopada 1840 w Syrii.
Nie wiadomo kiedy został księdzem. Wiadomo, że wyświęcił go Arcybiskup Piotr IV Geraigiry.
3 maja 1885 został arcybiskupem metropolitą syryjskiego Aleppo.
29 czerwca 1902 został wybrany patriarchą Antiochii, Jerozolimy, Aleksandrii i całego Wschodu (otrzymanie pallium 22 czerwca 1903).
W 1910 w trakcie prześladowań chrześcijan przez władze Imperium Osmańskiego, został na niego wydany wyrok śmierci. Dzięki pomocy rodaków (Melchitów) zdołał zbiec do Egiptu i przebywał w Aleksandrii.
Jego pełny tytuł zatwierdzony przez Stolicę Apostolską w Rzymie brzmiał: 167. (od św. Piotra) Patriarcha (Batriyark) Antiochii, Cylicji, Syrii, Iberii, Arabii, Mezopotamii, Pentapolis, Etiopii, całego Egiptu i całego Wschodu, Ojciec Ojców, Kapłan Kapłanów, Biskup Biskupów, Trzynasty z Apostołów, Drugi po Stolicy Piotrowej (po papieżu).
Za kadencji patriarchy Grzegorza I Youssef został kapłanem Rycerskiego Zakonu Szpitalników św. Łazarza z Jerozolimy. Od 1902 protektor i generalny administrator (namiestnik magisterium) tego zakonu. Funkcje te pełnił na zasadzie umowy zakonu z patriarchą Maksymosem III z 1841. Za radą kapelana i jałmużnika zakonu polskiego księdza kanonika Jana Tańskiego (z paryskiej parafii Najświętszej Marii Panny des Batignolles, który po upadku powstania styczniowego emigrował z Polski) patriarcha restytuował Kapitułę zakonu w Europie, z siedzibą w Paryżu.
Zmarł 11 stycznia 1916 w Aleksandrii.